# Fodblad
Fodblad (Podophyllum) er en slægt med ca. 10 arter, der er udbredt i Vietnam, Kina, Himalaya og Nordamerika. Det er flerårige, urteagtige planter, hvor alle plantedele undtagen de modne bær er giftige. Rodsystemet består af en krybende jordstængel og tykke og trævlede rødder. De overjordiske dele er oftest hårløse eller kun meget tyndt behårede. Den enlige, bladbærende stængel har kun ét blad, mens den blomsterbærende stængel har 1-3 spredt stillede blade. Bladene er hele eller delte, nyre- eller cirkelrunde (skjoldformede) med glat eller takket rand. Blomsterne er 5-tallige og regelmæssige med hvide eller rosa kronblade. Frugterne er store, gule, orangerøde eller brunrøde bær med 20-50 frø.
| Beskrevne arter |

- Himalayafodblad (Podophyllum hexandrum) Synonymer: Podophyllum emodi og Sinopodophyllum emodi
- Præriefodblad (Podophyllum peltatum)

| Andre arter |

- Podophyllum aurantiocaule
- Podophyllum delavayi
- Podophyllum difforme
- Podophyllum glaucescens
- Podophyllum guangxiensis
- Podophyllum hemsleyi
- Podophyllum mairei
- Podophyllum majoense
- Podophyllum pleianthum
- Podophyllum trilobulus
- Podophyllum versipelle